# Flèche wallonne féminine
Cet article traite uniquement de la compétition féminine. Pour la compétition masculine, voir Flèche wallonne.
La Flèche wallonne féminine  (également connue sous le nom de Flèche Wallonne Femmes) est une course cycliste féminine qui se tient tous les ans en Belgique depuis 1998. La Flèche wallonne féminine est l'une des épreuves de la Coupe du monde de cyclisme sur route féminine de 1999 jusqu'en 2015. En 2016, elle intègre l'UCI World Tour féminin. C'est la Néerlandaise Anna van der Breggen qui détient le record avec sept victoires. Cette course est organisée comme son homologue masculin par Amaury Sport Organisation.

## Palmarès

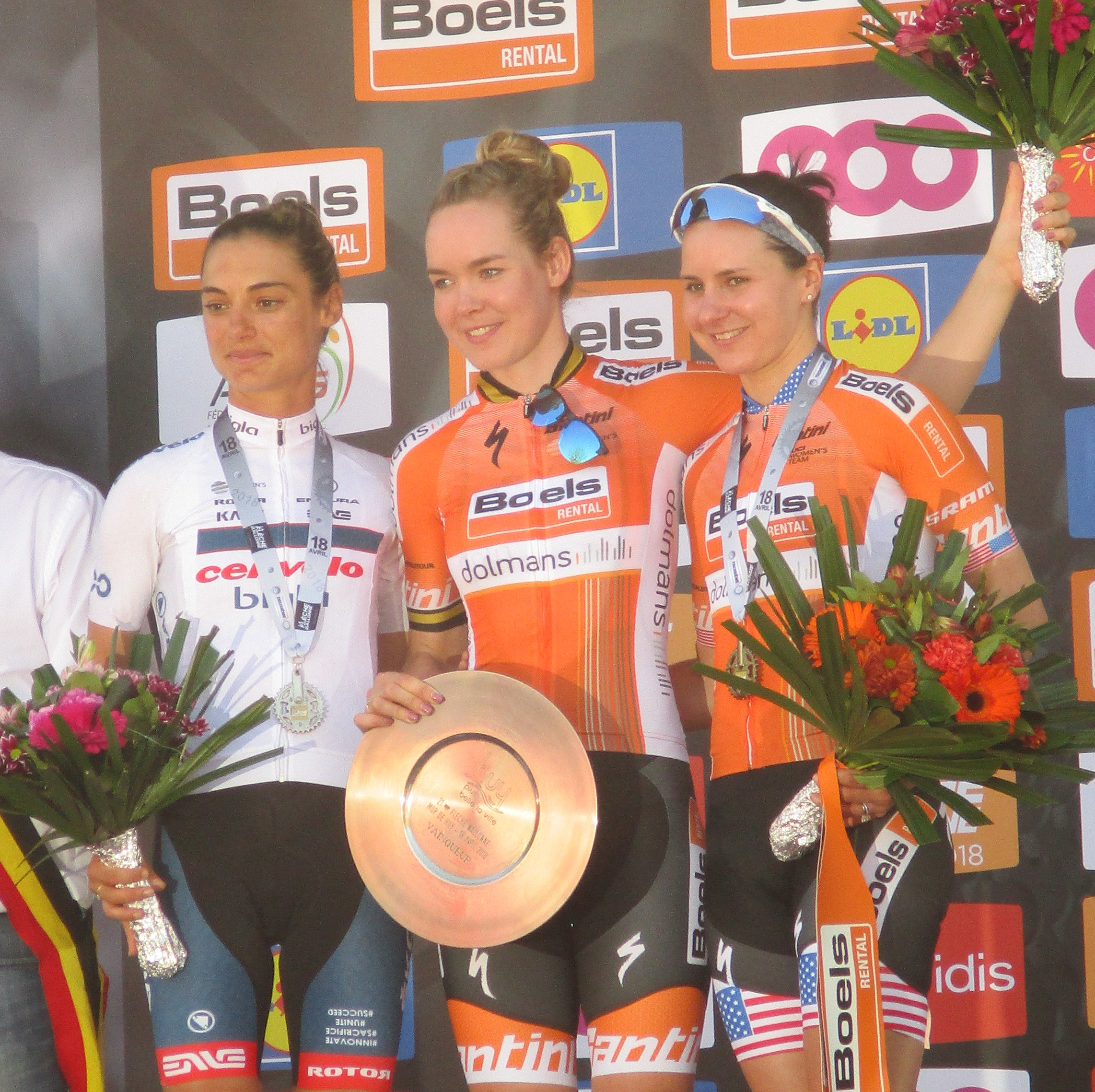
Anna van der Breggen (au centre), septuple vainqueur de l'épreuve

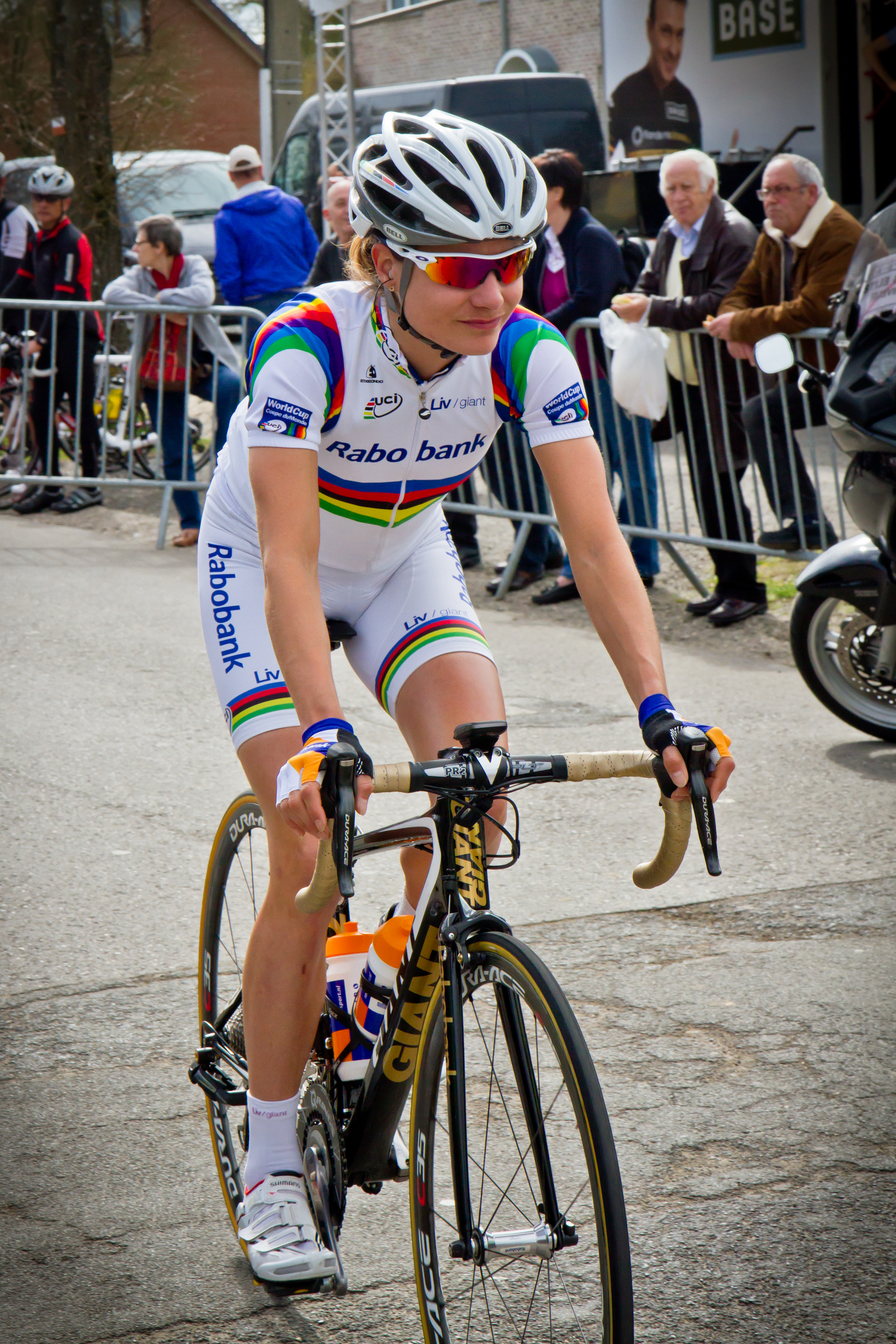
Marianne Vos, quintuple vainqueur de l'épreuve

| Année | Vainqueur              | Deuxième              | Troisième            |
| ----- | ---------------------- | --------------------- | -------------------- |
| 1998  | Fabiana Luperini       | Pia Sundstedt         | Catherine Marsal     |
| 1999  | Hanka Kupfernagel      | Edita Pučinskaitė     | Cindy Pieters        |
| 2000  | Geneviève Jeanson      | Pia Sundstedt         | Fany Lecourtois      |
| 2001  | Fabiana Luperini       | Anna Millward         | Trixi Worrack        |
| 2002  | Fabiana Luperini       | Lyne Bessette         | Priska Doppmann      |
| 2003  | Nicole Cooke           | Susan Palmer-Komar    | Oenone Wood          |
| 2004  | Sonia Huguet           | Hanka Kupfernagel     | Edita Pučinskaitė    |
| 2005  | Nicole Cooke           | Oenone Wood           | Judith Arndt         |
| 2006  | Nicole Cooke           | Judith Arndt          | Trixi Worrack        |
| 2007  | Marianne Vos           | Nicole Cooke          | Judith Arndt         |
| 2008  | Marianne Vos           | Marta Bastianelli     | Judith Arndt         |
| 2009  | Marianne Vos           | Emma Johansson        | Claudia Häusler      |
| 2010  | Emma Pooley            | Nicole Cooke          | Emma Johansson       |
| 2011  | Marianne Vos           | Emma Johansson        | Judith Arndt         |
| 2012  | Evelyn Stevens         | Marianne Vos          | Linda Villumsen      |
| 2013  | Marianne Vos           | Elisa Longo Borghini  | Ashleigh Moolman     |
| 2014  | Pauline Ferrand-Prévot | Elizabeth Armitstead  | Elisa Longo Borghini |
| 2015  | Anna van der Breggen   | Annemiek van Vleuten  | Megan Guarnier       |
| 2016  | Anna van der Breggen   | Evelyn Stevens        | Megan Guarnier       |
| 2017  | Anna van der Breggen   | Lizzie Deignan        | Katarzyna Niewiadoma |
| 2018  | Anna van der Breggen   | Ashleigh Moolman      | Megan Guarnier       |
| 2019  | Anna van der Breggen   | Annemiek van Vleuten  | Annika Langvad       |
| 2020  | Anna van der Breggen   | Cecilie Uttrup Ludwig | Demi Vollering       |
| 2021  | Anna van der Breggen   | Katarzyna Niewiadoma  | Elisa Longo Borghini |
| 2022  | Marta Cavalli          | Annemiek van Vleuten  | Demi Vollering       |
| 2023  | Demi Vollering         | Liane Lippert         | Gaia Realini         |
| 2024  | Katarzyna Niewiadoma   | Demi Vollering        | Elisa Longo Borghini |
| 2025  | Puck Pieterse          | Demi Vollering        | Elisa Longo Borghini |

### Vainqueurs multiples
| Victoires | Coureuse                   | Editions                                 |
| --------- | -------------------------- | ---------------------------------------- |
| 7         | Anna van der Breggen (NED) | 2015, 2016, 2017, 2018, 2019, 2020, 2021 |
| 5         | Marianne Vos (NED)         | 2007, 2008, 2009, 2011, 2013             |
| 3         | Fabiana Luperini (ITA)     | 1998, 2001, 2002                         |
| 3         | Nicole Cooke (GBR)         | 2003, 2005, 2006                         |

## Parcours

### Généralité

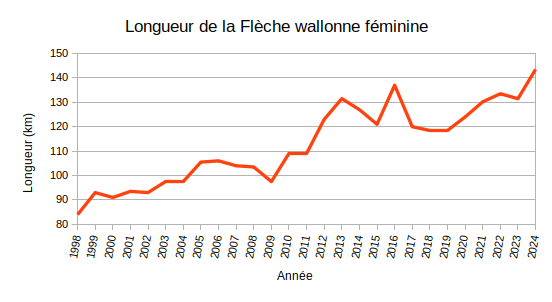
Longueur de l'épreuve à travers les années

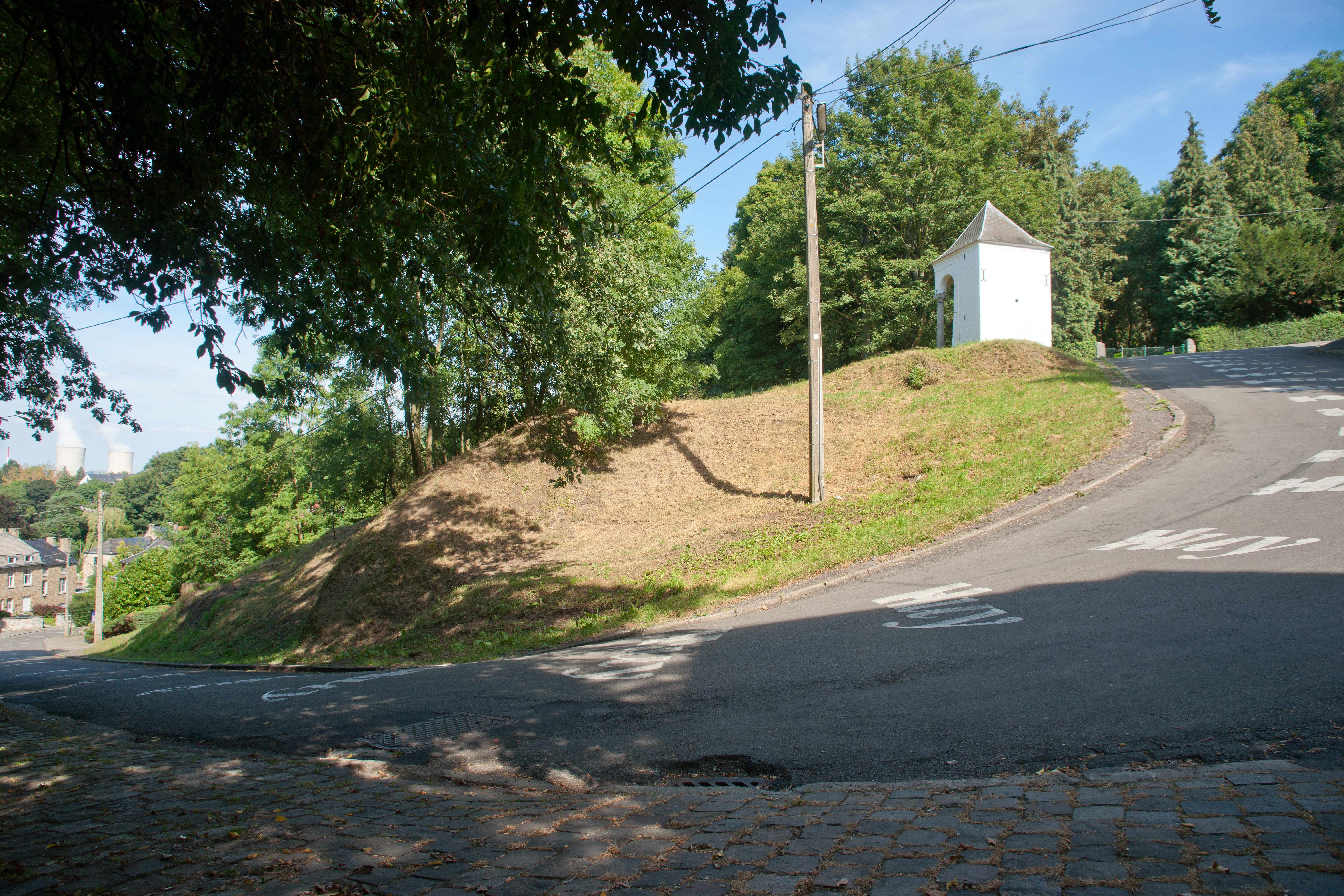
Vue du mur de Huy.

Le départ de la course est donné depuis sa création à Huy en haut du mur. L'arrivée est toujours située en haut du mur de Huy. Le parcours de la course féminine correspond à la fin du parcours masculin. Ainsi en 2011, les hommes effectuent une partie en ligne depuis Charleroi avant d'arriver à Huy et de réaliser deux boucles. Les femmes effectuent uniquement ces deux dernières boucles (voir cartes ci-dessous).

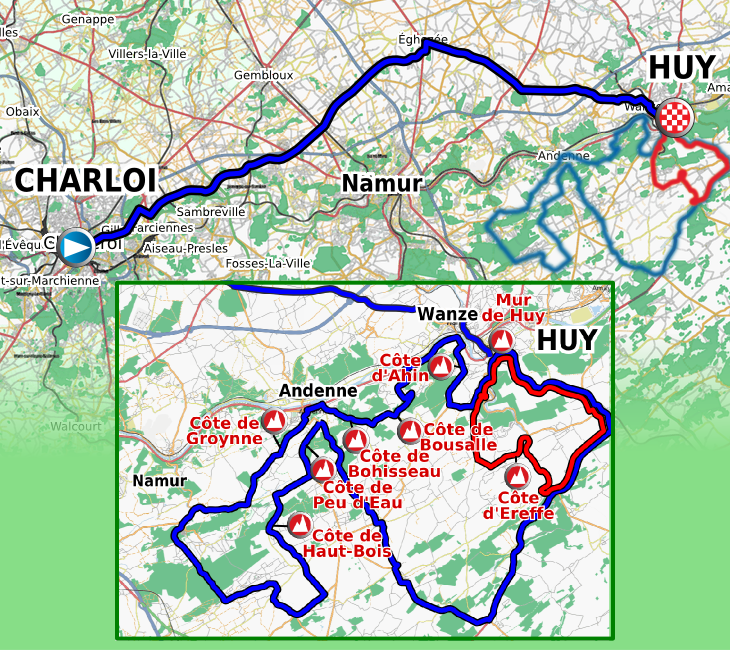
Parcours masculin 2011
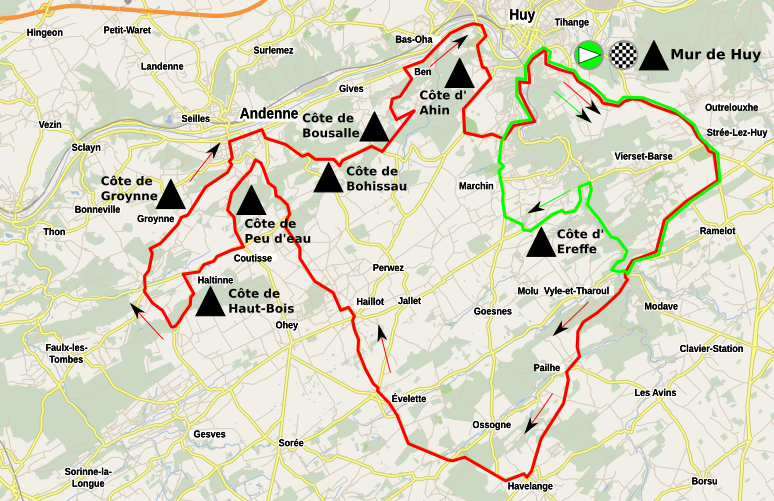
Parcours féminin 2011

Le parcours a connu de nombreux changements. Couru tout d'abord en une seule boucle de 1998 à 2009. Elle est constituée de 2010 à 2012 d'une grande boucle suivie d'une petite boucle. Durant ces deux périodes, le parcours va vers le sud jusqu'à Havelange où il tourne vers le nord et Andenne avant de revenir vers Huy. À partir de 2013, deux boucles d'un même circuit sont parcourues. Le parcours va d'abord chercher la côte d'Ereffe avant de se diriger vers Andenne puis Huy. La longueur du parcours a augmenté progressivement avec le temps. Longue d'environ 95 km de 1999 à 2004, sa longueur est proche de 100 km de 2005 à 2009. À partir de 2010, la longueur augmente significativement : 109 km en 2010 puis 131,5 km en 2013 et 137 km en 2016.

### Côtes
La Flèche wallonne féminine est une course vallonnée. Les côtes parcourues ont une importance décisive sur la morphologie de la course. Certaines sont récurrentes. Ainsi le mur de Huy est systématiquement parcouru. La côte de Bohissau est empruntée de la création de l'épreuve à 2016 sans interruption. La carte ci-contre liste toutes les côtes présentes sur le parcours depuis la création de l'épreuve. Elles sont numérotées dans un ordre correspondant approximativement à leur ordre sur le parcours. Le parcours de l'édition 1998 est mal connu.
| N°    | Côte                              | 98 | 99 | 00 | 01 | 02 | 03 | 04 | 05 | 06 | 07 | 08 | 09 |
| ----- | --------------------------------- | -- | -- | -- | -- | -- | -- | -- | -- | -- | -- | -- | -- |
| 1     | Côte de France                    |    | •  | •  | •  | •  | •  | •  |    |    |    |    |    |
| 2     | Côte de Pailhe                    |    |    | •  | •  | •  | •  | •  | •  | •  | •  | P  | P  |
| 3     | Côte d'Ossogne                    |    | •  |    |    |    |    |    |    |    |    |    |    |
| 4     | Côte d'Ereffe                     |    | •  |    |    |    |    |    |    |    |    |    |    |
| 5     | Côte de Coutisse                  |    |    |    | •  | •  | •  | •  | •  |    |    |    |    |
| 6     | Côte de Peu d'Eau/Hautebisse      |    |    |    |    |    |    |    |    | •  | •  | •  | •  |
| 7     | Côte de Haut-Bois depuis Haltinne |    |    |    |    |    |    |    |    | P  | •  | •  | •  |
| 8     | Côte de Bellaire                  |    |    | •  |    |    | •  | •  | •  |    |    |    |    |
| 10    | Côte de Thon                      |    |    |    |    |    |    |    |    |    | •  | •  | •  |
| 11    | Côte de Bonneville                |    |    |    |    |    |    |    |    |    | •  | •  | •  |
| 12    | Côte de Bohissau                  |    | •  | •  | •  | •  | •  | •  | •  | •  | •  | •  | •  |
| 13    | Côte de Bousalle                  |    |    |    |    |    |    |    |    |    |    |    | •  |
| 15    | Côte d'Ahin                       |    | •  | •  | •  | •  | •  | •  | •  | •  | •  | •  | •  |
| H     | Mur de Huy                        | •  | •  | •  | •  | •  | •  | •  | •  | •  | •  | •  | •  |
| Total |                                   |    | 6  | 6  | 6  | 6  | 7  | 7  | 6  | 5  | 8  | 7  | 8  |

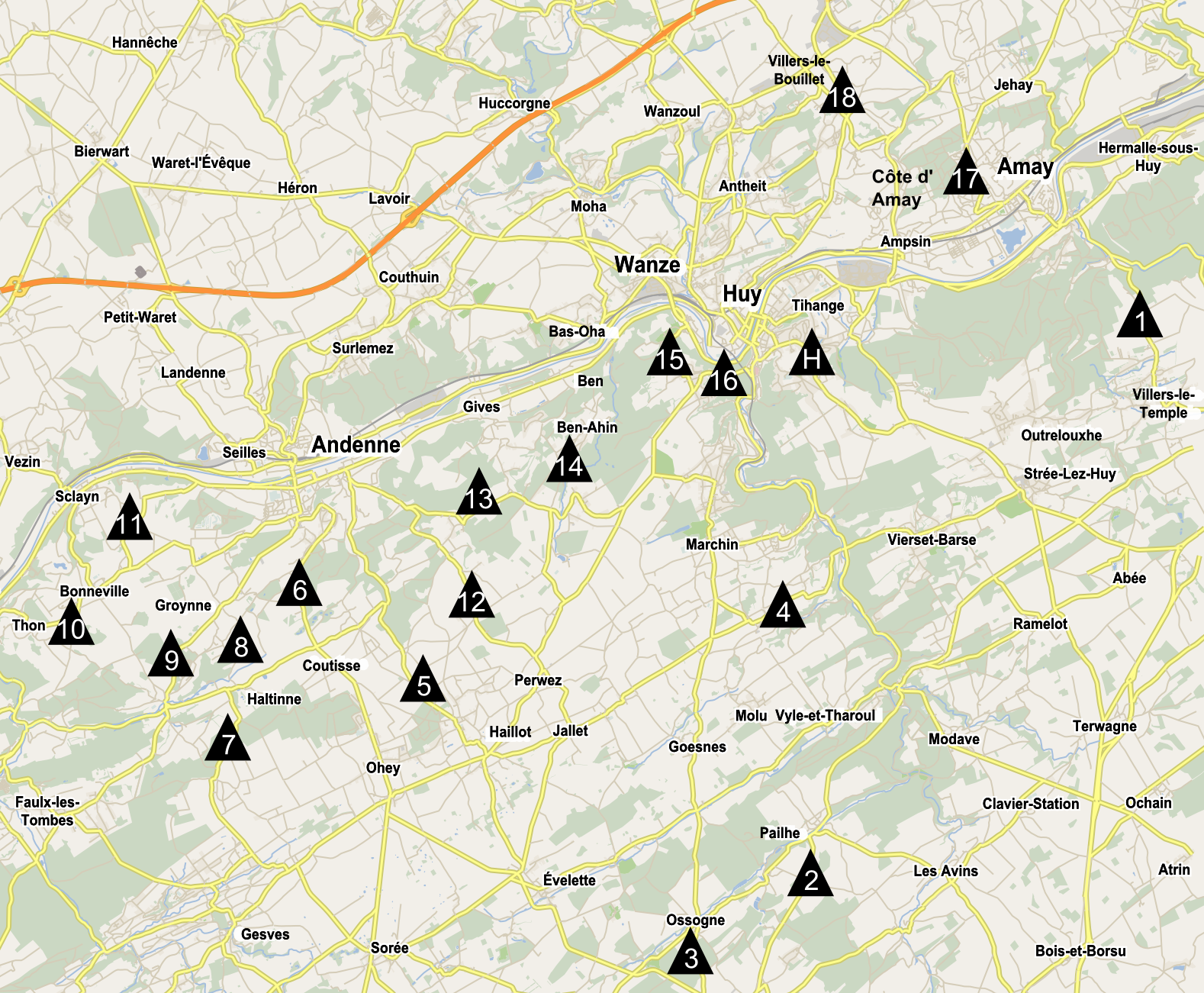
Côtes empruntées par la Flèche wallonne féminine

- P: indique que la côte était présente sur le parcours mais non référencée pour le classement de la meilleure grimpeuse.

| N°    | Côte                              | 10 | 11 | 12 | 13 | 14 | 15 | 16 | 17 | 18 | 19 | 20 | 21 | 22 |
| ----- | --------------------------------- | -- | -- | -- | -- | -- | -- | -- | -- | -- | -- | -- | -- | -- |
| 2     | Côte de Pailhe                    | P  | P  | P  |    |    |    |    |    |    |    |    | P  |    |
| x1    | Côte de Warre                     |    |    |    |    |    |    |    |    | •  | •  | •  |    |    |
| 4     | Côte d'Ereffe                     | •  | •  |    | 2  | 2  | 2  | 2  | 2  | 2  | 2  | 2  | •  | 2  |
| 6     | Côte de Peu d'Eau/Hautebisse      | •  | •  | •  | 2  |    |    |    |    |    |    |    |    |    |
| 7     | Côte de Haut-Bois depuis Haltinne | •  | •  | •  |    |    |    |    |    |    |    |    |    |    |
| 7b    | Côte de Haut-Bois depuis Strud    | •  | •  | •  |    |    |    |    |    |    |    |    | •  |    |
| 8     | Côte de Bellaire                  |    |    |    | 2  | 2  | 2  | 2  |    |    |    |    |    |    |
| 9     | Côte de Groynne depuis Strud      | •  | •  | •  |    |    |    |    |    |    |    |    |    |    |
| 9b    | Côte de Groynne depuis Andenne    |    |    |    |    |    |    |    |    |    |    |    | •  |    |
| 10    | Côte de Thon                      |    |    |    |    |    |    |    |    |    |    |    | •  |    |
| 12    | Côte de Bohissau                  | •  | •  | •  | 2  | 2  | 2  | 2  |    |    |    |    |    |    |
| 13    | Côte de Bousalle                  | •  | •  | •  | 2  | 2  |    |    |    |    |    |    |    |    |
| -     | Côte de Gives                     |    |    |    |    |    |    |    |    |    |    |    | •  |    |
| 14    | Côte de Solière                   |    |    |    |    |    |    | 2  |    |    |    |    |    |    |
| 15    | Côte d'Ahin                       | •  | •  |    |    | 2  |    |    |    |    |    |    |    |    |
| 16    | Côte de Cherave                   |    |    |    |    |    | •  | •  | •  | 2  | 2  |    |    | 3  |
| 17    | Côte d'Amay                       |    |    | •  |    |    |    |    | •  |    |    |    |    |    |
| 18    | Côte de Villiers-le-Bouillet      |    |    | •  |    |    |    |    | •  |    |    |    |    |    |
| x2    | Côte du chemin des Gueuses        |    |    |    |    |    |    |    |    |    |    | 2  | 1  |    |
| H     | Mur de Huy                        | 2  | 2  | 2  | 2  | 2  | 2  | 2  | 2  | 2  | 2  | 2  | 2  | 3  |
| Total |                                   | 9  | 9  | 9  | 12 | 12 | 9  | 11 | 7  | 7  | 7  | 7  | 8  | 8  |

- 2: indique que la côte a été montée deux fois durant cette édition.

## Déroulement
La Flèche wallonne est la course de côte par excellence. S'il y a souvent des échappées, elles sont très rarement victorieuses. L'édition 2004 est la seule exception. Hanka Kupfernagel et la vainqueur Sonia Huguet sortent en effet à six kilomètres de l'arrivée. Généralement, la plupart des équipes tentent d'obtenir un peloton, ou du moins un groupe, groupé au pied de la dernière ascension du mur de Huy dans lequel tout se joue. On notera que de 2015 à 2017, la course se lance avant le mur de Huy, dans la côte de Cherave, à cinq kilomètres de l'arrivée.

## Primes
En 2021, les primes de l'édition féminine ne sont pas à la hauteur de celle de l'édition masculine : quand l'élite homme se partage un total de 43 000 euros, dont 16 000 euros pour le vainqueur, leur consœurs du peloton féminin se partage un total de 9 005 euros, dont 1 535 euros pour la gagnante du jour.
| Place     | Montants    |
| --------- | ----------- |
| Première  | 1 535 euros |
| Deuxième  | 1 135 euros |
| Troisième | 760 euros   |
| Quatrième | 460 euros   |
| Cinquième | 385 euros   |
| Sixième   | 335 euros   |
| Septième  | 305 euros   |
| Huitième  | 265 euros   |
| Neuvième  | 225 euros   |
| Dixième   | 200 euros   |